# Stefania Spampinato

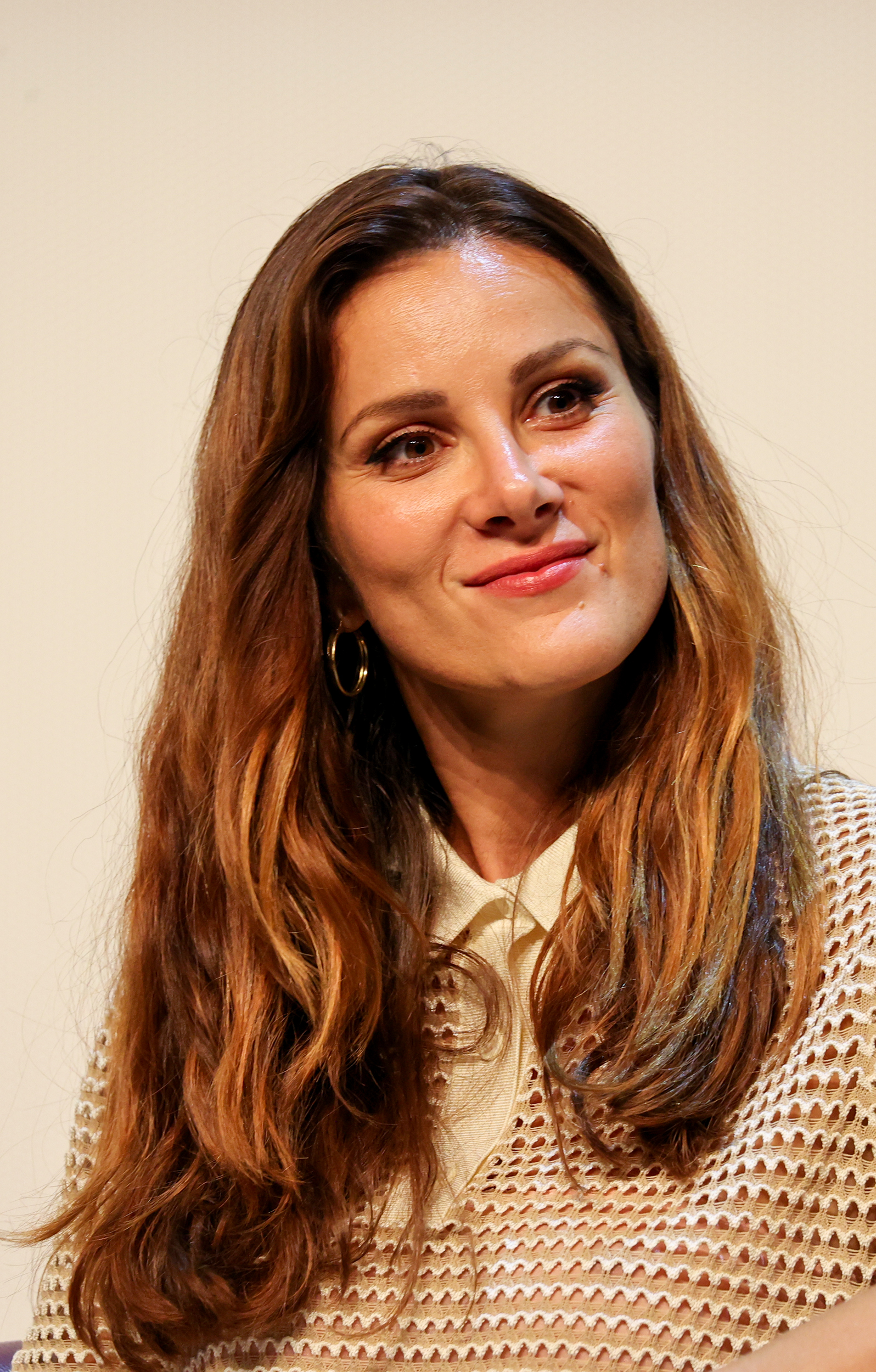
Stefania Spampinato, 2022

Stefania Spampinato (* 17. Juli 1982 in Catania, Italien) ist eine italienische Schauspielerin, die besonders durch ihre Rolle der Gynäkologin Carina DeLuca in der US-amerikanischen Arztserie Grey’s Anatomy und dessen Spin-Off Station 19 bekannt wurde.

## Leben und Karriere
Im Alter von 6 Jahren begann sie mit dem Tanzen. Nach einem erfolgreichen Abschluss an der Liceo Classico Cutelli in Catania, zog sie nach Mailand, um dort Tanz, Gesang und Schauspiel zu studieren. Auch dort ging sie erfolgreich von der Academy of Arts ab.
Im Jahr 2006 wanderte sie nach London aus, von dort aus wurde ihr ermöglicht, durch das Tanzen die ganze Welt zu bereisen. Fünf Jahre später, also 2011, zog sie nach Los Angeles, um dort ihr Schauspielstudium weiterzuführen.
Nachdem sie Rollen in Serien wie Glee und Satisfaction erlangte, stieß sie im Jahr 2017 zum Cast von Grey’s Anatomy hinzu, wo sie die Rolle der Carina DeLuca spielt, welche Andrew DeLucas ältere Schwester verkörpert. Dieselbe Rolle spielt sie auch seit 2020 in der zweiten Spin-Off-Serie des Krankenhausdramas, namens Station 19.
Im Jahr 2019 wurde sie für eine Rolle in der Komödie The Most Beautiful Day In The World, die von Alessandro Siani neuinterpretiert wurde, ausgewählt. Siani führte bei diesem Projekt auch Regie.

## Filmografie (Auswahl)
Filme
- 2014: Off The Grid
- 2015: The Good, the Bad, and the Dead
- 2017: The Gods
- 2017: Two Wolves
- 2019: Le Mans 66 – Gegen jede Chance (Ford v. Ferrari)
- 2019: The Most Beautiful Day In The World (Il giorno più bello del mondo)
- 2020: Anderson Falls – Ein Cop am Abgrund (Anderson Falls)

Fernsehen
- 2006: Richard & Judy (Fernsehserie, eine Folge)
- 2007: The Odd Couple
- 2007: La strana coppia (Fernsehserie, Folge ‘Un Oscar per Felix’)
- 2013: Promo Life (Fernsehfilm)
- 2014: Glee (Fernsehserie, Folge ‘Falsche Freunde’)
- 2014: Anonymous (Fernsehserie, 8 Folgen)
- 2015: Less Is More (Miniserie)
- 2015: Satisfaction (Fernsehserie, Folgen ‘Through Expansion’, ‘Through Risk’)
- 2016: Mère et Fille, California Dream (Fernsehfilm)
- seit 2017: Grey’s Anatomy (Fernsehserie)
- 2020–2024: Seattle Firefighters – Die jungen Helden (Station 19, Fernsehserie)